# Limenitis opheltes
Limenitis opheltes är en fjärilsart som beskrevs av Hans Fruhstorfer 1915. Limenitis opheltes ingår i släktet Limenitis och familjen praktfjärilar. Inga underarter finns listade i Catalogue of Life.